# Šútovce
Šútovce (in ungherese Sújtó) è un comune della Slovacchia facente parte del distretto di Prievidza, nella regione di Trenčín.